# 淡青丸 (2代)
淡青丸（たんせいまる）は、東京大学海洋研究所（現大気海洋研究所）の海洋調査船。2004年の国立大学独立行政法人化の際に海洋研究開発機構（JAMSTEC）に移管されたのち、2013年1月31日に引退した。後継は新青丸。

## 概要
相模湾や駿河湾、熊野灘、三陸沖など、主に日本近海で、海洋生物、地球物理・化学、地震などの調査研究を行なっていた。
観測作業時に要求されるきめ細かい操船性能・針路保持性能などを確保するため、バウスラスタに自動船位保持装置を備えている。エンジン等も高速から低速まで観測に適したあらゆる船速を長時間維持できるよう工夫されている。またこのクラスの船としては初めてハイブリッド航法装置を導入し、研究航海で要求される精度の高い船位測定を保持。
研究室スペースは船体中央部付近に設置されており、作業の効率化の為、後部の観測作業甲板と直結させている。約53平方mの研究室は、船首部のドライ研究室（約21平方m）、中央部のセミドライ研究室（約20平方m、無菌室を含む）、後部のウェット研究室（約12平方m）から構成されているが、机等の配置換えによってさまざまな分野の研究活動に適合できるように、仕切りは設けられていない。

## 略歴
- 1963年 - 初代淡青丸が最初の研究航海を日本海溝で実施。
- 1982年 - 2代目淡青丸(本船)竣工。
- 1983年 - 東京湾・相模湾・駿河湾で初の研究航海を実施。
- 1988年 - 初の外洋航海 (韓国・釜山港) 。
- 2004年 - 独立行政法人海洋研究開発機構の発足とともに、海洋研究を総合的に行う為に[6] 東京大学海洋研究所から移管[4]。
- 2008年4月 - 研究員が転落する事故が発生。研究員は約2時間半後に救助された[7]。
- 2011年 - 鹿児島湾でレアメタルの一種であるアンチモンを大量に発見[8]。
- 2013年1月31日 - 正午に退役。芙蓉海洋開発（その後、海洋エンジニアリングに社名変更）にて第三開洋丸となる[9]。